# C9エンターテイメント
C9エンターテインメント（シーナインエンターテインメント、朝: C9 엔터테인먼트、英: C9 Entertainment）は、韓国の芸能事務所である。CIエンターテインメント傘下。

## 概要
2012年にユンナの個人事務所「Wealive」として設立され、その後ヒップホップ・レーベルの「Alive」とパートナーシップを締結。2015年7月にインディーズ・レーベルの「Realive」と合併し、現在の「C9エンターテインメント」が発足した。
2018年11月2日にCIエンターテインメントによって株式を100%が買収された。一方、それぞれ独自の運営体制を維持することを発表。CIエンターテインメントはオフィスをC9エンターテインメントと同じ建物に移動。
2020年1月15日、ガールズグループ専門レーベルとしてJ9エンターテインメントを設立。

## 所属

### グループ
- CIX
- EPEX

### ソロ歌手
- ユンナ
- イ・ソクフン
- クム・ドンヒョン

## 過去所属

### グループ
- Drug Restaurant
- PIA
- GOOD DAY
- Jacoby Planet
- cignature（J9エンターテインメント所属）

### ソロ歌手
- JJK
- ルピ
- オルティー
- チョン・ジュニョン
- チーター
- ペ・ジニョン

### 役者
- チョ・ダクファン
- チェ・ビョンモ
- カン・ナムギュ
- チョン・ギュウン